# Raphaël Maudoux
Cornelius Raphael (Raphaël) Maudoux (Antwerpen, 9 januari 1887 - Berlijn, 11 november 1942) was een Belgisch leraar, auteur en politicus voor de Radikale Partij.

## Levensloop
In de Gedenkschriften van Janus Droogstoppel van Jozef Buerbaum werd hij vermeld als propagandist van de Vrije Stem gedurende de Duitse bezetting tijdens de Eerste Wereldoorlog. Tevens werd in dit document gesteld dat hij secretaris was van de Vaderlandschen Bond. Aanvankelijk had hij zich als vrijwilliger voor het front willen opgeven, maar had daar geen toestemming voor gekregen van het Lyceum waar hij les gaf. Na de bevrijding was hij secretaris van de Antwerpse 'Eerste Wereldoorlog'-herdenkingsgroep Nooit Vergeten.
Bij de verkiezingen van 1932 was hij kandidaat op een liberale kieslijst. Later was hij betrokken bij de linkse antifascistische Radikale Partij, alsook bij het politieke kartel Vlaamsch Blok voor Zelfbestuur en Demokratie. Tijdens de Duitse bezetting in de Tweede Wereldoorlog hernam hij de publicatie van de Vrije Stem omstreeks 1940 à 1941. Het blad zou volgens zijn neef Albert Verhees gedrukt zijn op een duizendtal exemplaren. Hij werd door de bezetter gearresteerd omstreeks april 1941 en veroordeeld in juli 1942. Op 11 november 1942 werd hij in de Berlijnse Tegel-gevangenis, samen met onder meer inlichtingsagent Emmanuel Hobben en Le Matin-journalist Fernand Rahier, terechtgesteld.